# Ontgroening (studenten)

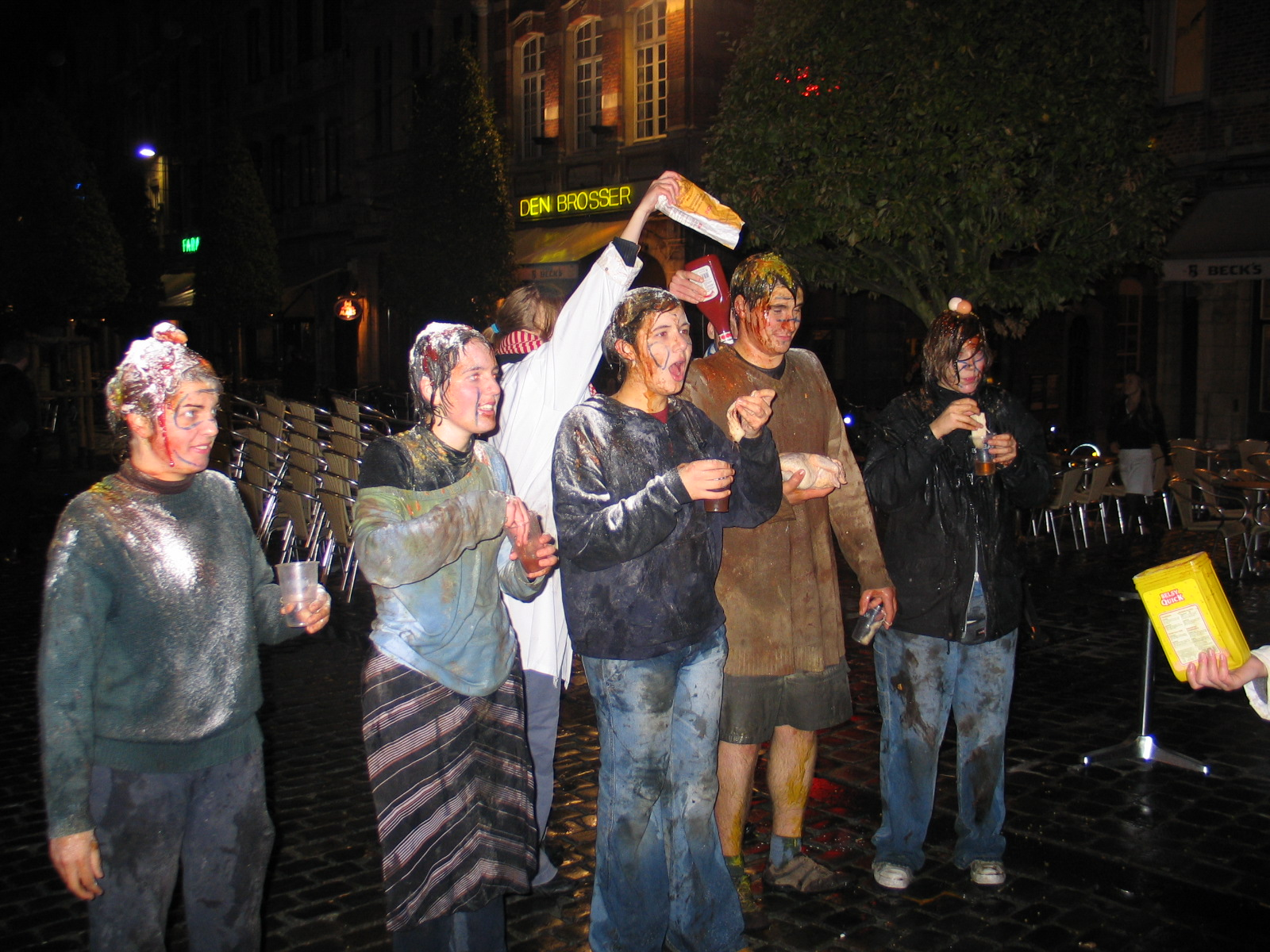
Studentendoop in Leuven (2005)

Een ontgroening (in Nederland) of studentendoop (in Vlaanderen) is een overgangsritueel dat deel uitmaakt van de folklore binnen bepaalde studentenverenigingen. Het is een beproeving die potentiële nieuwe leden van een studentenvereniging, in Vlaanderen schachten genaamd, tijdens hun verplichte introductietijd moeten doorstaan voordat ze officieel als lid worden ingewijd. 
Na de ontgroening of doop volgt een rituele inwijding als "comillito" (Vlaanderen) of volwaardig lid. Dit ritueel wordt in Nederland inauguratie genoemd, in Vlaanderen spreekt men van banjer of ontgroening.
Ontgroeningen variëren sterk naargelang van vereniging tot vereniging en van onderwijsinstelling tot onderwijsinstelling. Niet alle Nederlandse en Vlaamse studentenverenigingen kennen een ontgroening. 
Niet zelden bevat het zowel ludieke als mentaal en/of fysiek uitdagende beproevingen. Dit maakt dat er ook enige controverse hangt rond het ritueel.  In de publieke opinie wordt het ritueel vaak geassocieerd met vernedering, geweld, overmatig drankgebruik en machtsmisbruik, en er is een breed maatschappelijk debat ontstaan met voor- en tegenstanders. Hoewel niet alle ontgroeningen even hard zijn en studenten het niet altijd als een negatieve ervaring beschouwen, komen ze met regelmaat in opspraak, vooral na ernstige ongelukken of gevallen van grensoverschrijdend gedrag.
Ook buiten België en Nederland komt ontgroening voor onder studentenverenigingen, bijvoorbeeld bij de Amerikaanse fraternities en sororities. Sommige landen, zoals Frankrijk, verbieden een ontgroening of bizutage.

## Oorsprong
Rituelen om aspirant-leden stevig op de proef te stellen komen al voor sinds het ontstaan van kloosters. Johannes Cassianus (ca. 365 - 435) beschrijft in zijn boek Institutiones (ca. 415) de volgende praktijken: "vernedering en onderwerping (..), op de knieën werpen voor alle broeders die voorbijgaan, stelselmatig worden afgewezen en misprezen, overladen worden met beledigingen en verwijten (..), overal toestemming voor moeten vragen, zelfs voor de stoelgang (..), nooit de uitvoerbaarheid van opdrachten ter discussie mogen stellen, zelfs niet van onuitvoerbare opdrachten".
Het begrip doop kent haar oorsprong in de Bijbel, en is het sacrament tot inwijding tot het christendom. Later is dit woord ook in andere contexten populair geworden, vooral in de betekenis als overgangsritueel. Inwijdingen als deze komen voor in verschillende culturen en groepen over heel de wereld doorheen de menselijke geschiedenis. Doorgaans hebben ze een hoge symbolische waarde waarbij de buitenstaander de oude maatschappelijke of sociale status achter zich laat, zich moet bewijzen door beproevingen en uiteindelijk wordt "wedergeboren" in een nieuwe maatschappelijke status als deel van de gemeenschap.

## Ontgroeningspraktijken
De methoden van ontgroening lopen van onschuldige plagerijen tot strafbare feiten. Behalve tussen geoorloofde en ongeoorloofde praktijken kan men ook onderscheid maken tussen ontgroening op grond van gelijkheid en ontgroening op grond van ongelijkheid. Wanneer op grond van gelijkheid wordt ontgroend heeft de activiteit meer het karakter van een kennismaking. De nieuwe leden wordt iets uitgelegd, ze kunnen vragen stellen, en worden als gelijken bejegend. Bij ontgroening op grond van ongelijkheid is dit anders en dienen de nieuwe leden te luisteren of opdrachten te doen, waarbij verbale druk wordt uitgeoefend. De constante verbale en mentale druk die op de nieuwe leden wordt uitgeoefend kan voor sommigen een reden zijn na verloop van tijd te stoppen met de ontgroening. Het feit dat een bepaalde activiteit op de lijst voorkomt wil niet zeggen dat het algemene praktijk is.
- Zoemen: De nieuwe leden moeten de vingers in hun eigen of andermans oren stoppen en zoemgeluiden maken. Het is een populaire manier om de nieuwe leden tijdelijk bezig te houden.
- Liedje zingen: De nieuwe leden moeten een lied zingen of leren. De nieuwe leden krijgen een liederenbundel en het is de bedoeling dat ze een aantal liederen uit hun hoofd leren zingen. Er wordt dan ook zeer veel gezongen op de ontgroening.
- Het jaarlied: Soms kiezen de ouderejaars een jaarlied, soms moeten de nieuwe leden zelf jaarliederen bedenken en wordt de beste gekozen. Uiteraard moet dit jaarlied flink geoefend worden. Soms moet men het lied voor de ouderejaars zingen, die hier zelf met hun eigen jaarliederen doorheen trachten te schreeuwen. Bij bepaalde verenigingsgelegenheden (bijvoorbeeld het gala, de bestuurswisseling, alumnidagen, feesten en uiteraard de inauguratie en jaarcluberkenning, zingen alle jaren om de beurt hun lied (eventuele alumni inbegrepen).
- Drank halen (en betalen) voor de ouderejaars.
- Schoonmaken: De nieuwe leden moeten bepaalde ruimtes schoonmaken, soms met tandenborstels.
- Corvee: De nieuwe leden krijgen corveedienst. Soms wordt strafcorvee uitgedeeld voor bijvoorbeeld te laat komen of het herkenningsteken niet dragen.
- Overhoring: De nieuwe leden moeten studiemateriaal over bijvoorbeeld hun vereniging bestuderen en worden later overhoord. Aangezien het grootste plezier er vaak in steekt de nieuwe leden te "straffen" voor foute antwoorden, zijn de vragen vaak overdreven gedetailleerd, komen ze niet in de stof voor, of is de studietijd belachelijk kort.
- Verstoring van het tijdsgevoel: De nieuwe leden mogen geen horloges of mobiele telefoons meenemen zodat hun tijdsgevoel verstoord raakt. Dit werkt met name goed als het grootste deel van de ontgroening binnenshuis plaatsvindt.
- Opdrachten uitvoeren: De nieuwe leden moeten opdrachten uitvoeren. Soms moeten ze helpen met bijvoorbeeld het opzetten van een feesttent, schoonmaken van verenigingshuizen of de ouderejaars bedienen. Soms bestaan de opdrachten uit spelletjes die het groepsgevoel moeten versterken, zoals samen iets bouwen of maken. Soms zijn de opdrachten ook zinloos, bijvoorbeeld 100 meter hinkelen of doen alsof je een kikker bent. Evenals corvee leent het laten uitvoeren van opdrachten (zinvol of zinloos) zich uitstekend voor het "straffen" van nieuwe leden.
- Bagagecontrole: Op het ontgroeningskamp of voorafgaand hieraan wordt bagage gecontroleerd op "verboden spullen", zoals alcohol (niet toegestaan), rookwaar (op ontgroeningen geldt voor nieuwe leden een rookverbod), make-up en aftershave ("het gaat om je inhoud, of het gebrek daaraan"), horloges ("nieuwe leden zijn toch niet bij de tijd", of "gezelligheid kent geen tijd"), telefoons ("wie zou jou nou willen bellen?", of "wie zou je willen bellen, al je (toekomstige) vrienden zijn al hier"), boeken ("denk je dat je tijd hebt om te lezen?") en andere zaken. Uiteraard is "bezit van verboden waren" ook een reden om nieuwe leden te "straffen".
- Spelletjes met eten: Men kan hierbij denken aan voedselgevechten, de nieuwe leden insmeren met voedsel, de nieuwe leden op een rare manier laten eten (bijvoorbeeld met vastgebonden handen) of ze uit bijvoorbeeld een hondenbak of frisbee te laten eten. Soms worden nieuwe leden ook gedwongen om onsmakelijke dingen te eten, zoals levende meelwormen, insecten, extreem pittige pepers en zelfs urine of braaksel. In België krijgen nieuwkomers ´schachtenpap´ te eten, die altijd uit zeer onsmakelijke ingrediënten bestaat.

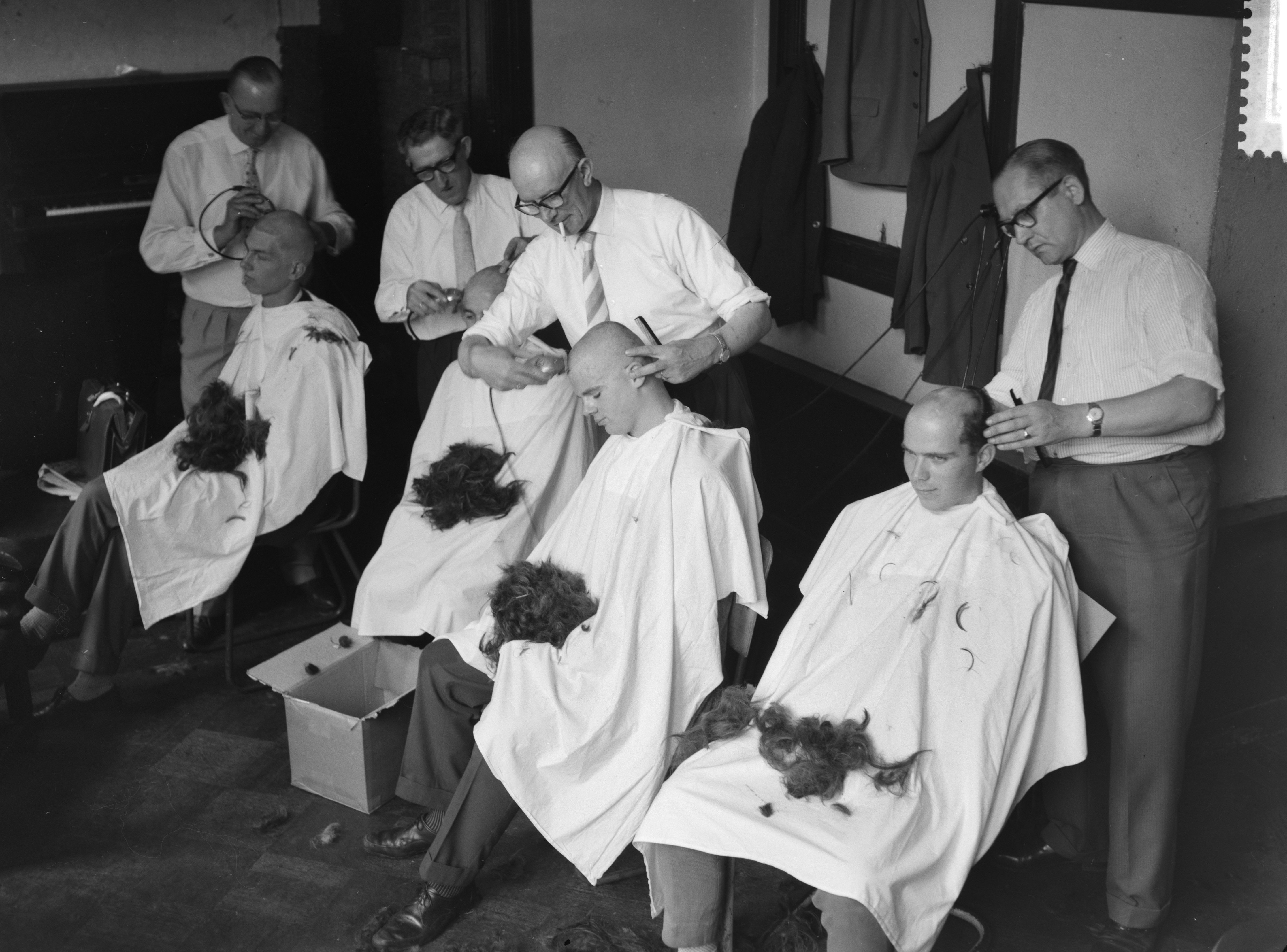
Kaalscheren, september 1961

- Kaalscheren: Dit was vanouds een verplicht nummer. Verstandige nieuwelingen zorgden ervoor dat ze voor het begin van de groentijd al kaal waren. In Nederland gebeurt kaalscheren thans vrijwel niet meer.
- Cadeau: De nieuwe leden moeten een (ludiek) cadeau voor het bestuur kopen.
- Kleding: Veel verenigingen laten hun nieuwe leden T-shirts dragen, al dan niet bedrukt met hun naam en het thema van de ontgroening, om ze zo te onderscheiden van de ouderejaars. Vaak is het voor nieuwe leden tijdens de ontgroening verboden deze kleding zichtbaar te dragen buiten het terrein waarop de ontgroening plaatsvindt. Soms moeten nieuwe leden zich gedeeltelijk ontkleden, of worden ze vernederd door ze bijvoorbeeld een luier of kledingstuk van de andere sekse te laten dragen.
- Hygiëne en wassen: De nieuwe leden krijgen geen of minder gelegenheid zich te wassen. Na extreem onsmakelijke activiteiten wordt er soms een uitzondering gemaakt of worden ze onder een tuin- of brandslang gezet. Toiletbezoek is alleen toegestaan op bepaalde tijden.
- Oriëntatietesten en droppings: De nieuwe leden worden 's nachts op een onbekende plaats achtergelaten en moeten vervolgens hun weg terug vinden.
- "Tijgeren", "robben", en andere activiteiten waarbij men door de modder of over de vloer moet kruipen.
- Slaapgebrek: De nieuwe leden krijgen minder of zelfs vrijwel geen slaap, zodat hun oriëntatie verstoord raakt. Sinds 1998 is het de bedoeling dat de nieuwe leden een gegarandeerd aantal slaapuren per nacht krijgen, op grond van aangescherpte regels van de Landelijke Kamer van Verenigingen, al worden die regels niet altijd nageleefd.[3]
- Verstoring van het eetpatroon: De nieuwe leden krijgen op afwijkende tijden te eten.
- Toneelstukje opvoeren: De nieuwe leden moeten voor de ouderejaars een geïmproviseerd toneelstukje opvoeren. Uiteraard wordt dit altijd als "zeer slecht" beoordeeld.[4]
- Uitleg over de vereniging. Een of meerdere ouderejaars spreken de nieuwe leden toe over de diverse structuren binnen de vereniging, zoals huizen, disputen, commissies, jaarclubs, de verschillende activiteiten, etc. Hier vindt ontgroening vaker plaats op voet van gelijkheid.
- Verenigingsintroductie: De nieuwe leden lopen bij huizen, disputen, jaarclubs en commissies langs om zo een beeld van de vereniging te vormen. Ook hier vindt ontgroening vaker plaats op voet van gelijkheid.
- Gelden inzamelen: De nieuwe leden zamelen geld in voor de vereniging of voor een goed doel, bijvoorbeeld door te collecteren of heitje-voor-een-karweitje.
- Psychische druk: De nieuwe leden worden door ouderejaars afgesnauwd en toegeschreeuwd. Het is nooit goed genoeg, nooit luid genoeg, nooit snel genoeg. En vaak wordt geschreeuwd dat "het nog nooit is voorgekomen dat een jaar zich zo slecht inzette".
- Rookverbod: Op de meeste ontgroeningen mag in het geheel niet gerookt worden.
- Herkenningsteken: De nieuwe leden moeten een herkenningsteken dragen. Meestal is dit een wit "nieuwe ledenshirt", maar soms gaat men verder door bijvoorbeeld met een stift leuzen op hun gezicht of lichaam te schrijven. Het herkenningsteken kan ook een om de nek gedragen tas of een pet zijn. In een dergelijke tas zitten vaak ook materialen zoals een liederenbundel en een boekje over de geschiedenis, de structuur en de mores van de vereniging.

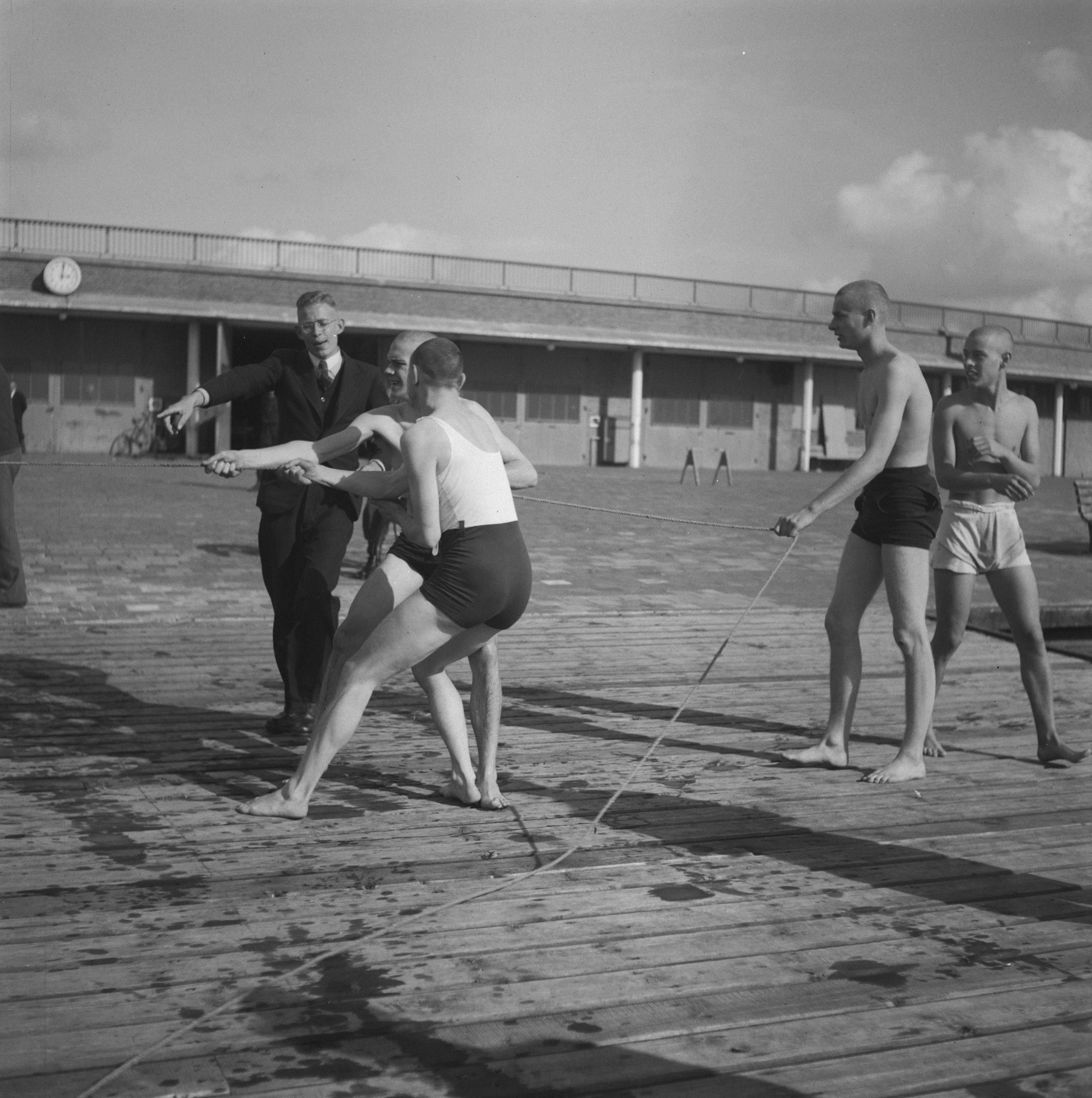
Buitendag, september 1946

- Drankspelletjes: De nieuwe leden worden aangezet tot het drinken van alcoholische drank, meestal bier maar soms ook sterkedrank. Sinds 1998 is alcoholgebruik door de nieuwe leden bij de meeste verenigingsontgroeningen in Nederland niet meer toegestaan. Bij commissie- en dispuutsontgroeningen komen ze wel nog vaak voor.
- Sinds het invoeren van een alcoholverbod bij verenigingsontgroeningen worden drankspelletjes soms vervangen door waterspelletjes, waarbij (grote hoeveelheden) water wordt gedronken in plaats van sterkedrank. In mei 2005 raakte een jongen echter in coma door waterintoxicatie[5], wat een reden was om ook kritischer naar waterspelletjes te kijken.
- "Invallen" en "invechten" bij zusterverenigingen in andere steden.
- Een buitendag met activiteiten buitenshuis.
- Belachelijke hoofdtooi: Rare hoofddracht ter vernedering.
- Spitsroeden lopen: Buiten Nederland komt dit nog weleens voor. Het nieuwe lid moet door een corridor ouderejaars lopen en wordt daarbij gehinderd of overgoten met bier. Het idee hierachter is dat hij als een feut de tunnel binnengaat en er als een volwaardig lid weer uitkomt.
- Inauguratie: De nieuwe leden worden aan het einde van de ontgroening tot lid verklaard.

## Nederland

### Verloop
Met name corporale studentenverenigingen en de verenigingen, aangesloten bij het AHC, kennen een intensieve ontgroeningsperiode. De ontgroening duurt gemiddeld twee weken en wordt ook 'KMT' (= kennismakingstijd), 'novitiaat', 'introductietijd' of 'introductieperiode' genoemd. Kleinere traditionele studentenverenigingen kennen soms ook een ontgroening, maar deze is doorgaans minder intensief. Andere, minder traditionele verenigingen hanteren een vrijblijvend introductieweekend waar de nieuwe lichting leden kan kennismaken met de vereniging. Doordat deze verenigingen doorgaans overzichtelijker zijn en daardoor een kleiner aantal eerstejaars kennen, is de noodzaak tot een intensieve ontgroening ook minder aanwezig. Daarnaast speelt het vrijblijvende karakter van deze verenigingen een rol.
Meestal bieden verenigingen de aankomende leden zich tijdens de introductieperiode van de universiteit in augustus in te schrijven voor de ontgroening, die in september plaatsvindt. Sommige verenigingen, met name de kleinere, houden 'na-ontgroeningen' later in het jaar voor degenen die pas later besluiten lid te worden of de septemberontgroening om een of andere reden gemist hebben. Voor grotere verenigingen met een jaarclubstructuur is dit alleen zinvol wanneer de groep nakomers ten minste ca. 25 man telt, omdat immers alle jaarclubs vaak vrij snel (enkele weken tot enkele maanden) na de ontgroening gevormd worden.
De nullen, novieten, klooien of feuten (phoeten) (aankomende eerstejaars, nuldejaars genoemd) moeten zich verzamelen, en worden geregistreerd. Ze worden meteen over het algemeen afgeblaft door de commissie die de dagelijkse leiding heeft over de ontgroening, maar meestal zijn er ook vertrouwenspersonen die de nullen ondersteunen. De nullen gaan vaak op kamp waarbij men zich niet mag wassen en waarbij iedereen bepaalde kleding moet aantrekken. Ze worden voortdurend beziggehouden en moeten vaak ook werk verrichten zoals bomen snoeien voor Staatsbosbeheer, gras opruimen voor een gemeente of collecteren voor het Rode Kruis. Ook wordt het jaarlied bedacht en geoefend. Andere liederen moeten ook worden geleerd, zoals het Wilhelmus, het Io Vivat, het verenigingslied, en diverse andere liederen. Hierbij rust een speciale verantwoordelijkheid op de kampleiding en de ontgroeningscommissie en vertrouwenspersonen. Zij dienen over de gezondheid van de nullen te waken, en hen te beschermen tegen ouderejaars die over de schreef gaan. De eerste aanzet tot jaarclubs wordt vaak hier gegeven.
Na het kamp volgen vaak clubdagen en -avonden, waarbij de nullen op de vereniging moeten komen om deze en hun leden zo veel mogelijk te leren kennen en ook om elkaar te leren kennen. In tegenstelling tot op het kamp wordt nu niet altijd ontgroend op voet van ongelijkheid en worden nullen 's avonds in de gelegenheid gesteld om met elkaar en anderen te integreren. Wel moeten eerstejaars nog vaak een herkenningsteken dragen. Ook wordt men vaak geacht om bijvoorbeeld glazen te halen of deuren te sluiten. Het is doorgaans niet toegestaan plaats te nemen in de luiere stoelen. Langzaam wordt de druk verminderd en zijn er minder verplichte avonden, tot de inauguratie aanbreekt. Dit is een feestelijke dag of lang weekend met een vol programma, waarbij feestelijk de toetreding van een nieuwe generatie wordt gevierd. Vroeger werd er vaak door de groenen een zelfgeschreven humoristisch toneelstuk uitgevoerd, het 'groenentoneel,' 'novietentoneel' of 'feutencabaret.' Na de inauguratie vindt vaak de jaarclubvorming en de toetreding tot disputen plaats. Wanneer een vereniging sterker gebaseerd is op de dispuutstructuur, zal de algemene ontgroening minder intensief zijn, maar volgen dispuutsontgroeningen.
Onder invloed van incidenten en de berichtgeving in de media daarover zijn ontgroeningen van de verenigingen zelf tegenwoordig goed gereguleerd. Zo wordt er over het algemeen door de nuldejaars geen alcohol gedronken, moeten er altijd nuchtere en verantwoordelijke ouderejaars aanwezig zijn en wordt het ontgroeningsprogramma vaak doorgesproken met onder andere een psycholoog, een arts en een jurist.
Voor de meeste traditionele verenigingen vormt de ontgroening in september het hoogtepunt van het jaar. Hoewel dit wellicht voor de nieuwkomers anders voelt, draait alles feitelijk om hen en de vorming van een nieuwe generatie leden. Vanwege de vele activiteiten die tijdens en rond de ontgroening plaatsvinden is dan ook de verenigingsactiviteit, ook onder ouderejaars, het hoogst. Vrijwel iedereen zet zich in om er wat van te maken (in positieve zin). Ook is zowel het leeuwendeel van zowel de kroegomzet als ledencontributie afkomstig van de eerstejaars.
Behalve de algemene verenigingsontgroening kunnen sommige onderdelen van een vereniging nog een ontgroening hebben. Dit kan bijvoorbeeld gelden voor disputen, studentenhuizen en commissies.
Dit kan variëren van een avondje vervelende opdrachten doen tot maandenlang op de huid gezeten worden door ouderejaars. Aangezien hier weinig tot geen controle is van de vereniging zelf en van de universiteit, wordt bij zulke ontgroeningen nog steeds regelmatig zeer veel alcohol gebruikt. Ook draagt de besloten sfeer bij tot excessen. De meeste incidenten betreffen dan ook niet eens zozeer verenigingsontgroeningen, maar dispuuts-, commissie- of huisontgroeningen (de Roetkapaffaire, Reinout Pfeiffer). Een groeiend aantal verenigingen tracht de controle op disputen en commissies te versterken en het alcoholgebruik bij ontgroeningen terug te dringen. Door de besloten sfeer en onafhankelijkheid van met name huizen en disputen is dit echter vaak zeer moeilijk. Men kan vaak hooguit een beroep doen op het verantwoordelijkheidsgevoel van de betrokken leden en in het uiterste geval de erkenning van het huis of dispuut intrekken.

### Geschiedenis
Ontgroeningen bij Nederlandse studentenverenigingen zijn al heel oud, getuige deze teksten (afkomstig van de Rijksuniversiteit Groningen uit de 17e eeuw): "Het enige waarin studenten zich uitleven zijn onderlinge gevechten van (illegale) verenigingen, de collegia nationalia, en ontgroeningspartijen". Ook in de 18e eeuw zijn er diverse groeperingen die, hoewel door de universiteit verboden, jaarlijks ontgroeningen organiseerden. Lange tijd was de ontgroening in Nederland in handen van zogenoemde groensenaten. Mede door de voortdurende vechtpartijen en zelfs levensbedreigende incidenten verboden de universiteiten in Nederland deze nationes en groensenaten.
In de jaren 60 en 70 van de 20e eeuw zetten veel jongeren zich af tegen autoritaire praktijken, en ontgroeningen moesten er bij veel verenigingen aan geloven, of werden versoepeld. De ontgroeningsperiode werd 'kennismakingstijd', mede vanwege het ledenverlies waar vooral de corpora mee kampten. In de jaren 80 veranderde het klimaat weer en keerden de ontgroeningen terug. Er leek toen een evenwicht te ontstaan tussen verenigingen met en verenigingen zonder ontgroening, hoewel verenigingen zich na misstanden en media-aandacht gedwongen zien zich aan steeds meer regels te conformeren.

## Vlaanderen

### Verloop
De doop en bijbehorende activiteiten worden georganiseerd door het bestuur van de vereniging door leden die zelf gedoopt zijn. In sommige gevallen zijn hiervoor ook een doopmeester en schachtentemmers aangesteld. Niet elke studentenorganisatie heeft echter een studentendoop en sommige verenigingen bestaan uit zowel gedoopte en ongedoopte studenten. De dopen zelf kunnen onderling zeer sterk verschillen qua zwaarheid en verloop. Zo zijn er clubs die opteren om de eerstejaarsstudenten (schachten) te onderwerpen aan een doopweekend. Andere clubs opteren voor één dag. Het gebeurt ook dat in de periode die voorafgaat aan de doop reeds een aantal activiteiten worden georganiseerd.
Doorgaans is de doop opgebouwd uit een aantal handelingen of opdrachten die de schachten moeten uitvoeren. De inhoud van de doop verschilt doorgaans heel sterk afhankelijk van de vereniging en het bestuursjaar, al zijn er ook studententradities waar de dopen een gemeenschappelijke structuur volgen. Op de Vrije Universiteit Brussel bestaan alle facultaire studentendopen bijvoorbeeld uit een ludieke toneelvoorstelling die de schachten naakt moeten uitvoeren terwijl ze beklad worden met een blauwe drap door het publiek, bestaande uit studenten die dit ritueel al hebben doorstaan. Verder zijn er bepaalde regio's waar de schachten verkleed in bepaald thema naar plaats van afspraak moeten komen (in de provincie Antwerpen valt dit minder vaak voor).
Na de doop volgt een periode van ontgroening alvoren de studenten volwaardig lid zijn van de vereniging en ook symbolen zoals petten, klakken of linten mogen dragen, afhankelijk van de studententraditie.

### Geschiedenis
In de loop van de 19e eeuw begonnen studentenverenigingen, die stilaan een meer hiërarchische structuur aannamen, inaguratie op te nemen in hun folklore. Nieuwe leden konden niet zomaar deel uitmaken van de groep, maar moesten zich hiervoor bewijzen of een ritueel doorstaan. Over de aard van deze inwijdingen en of het hier om echte dopen ging bestaat geen duidelijkheid. Vaak werden dit soort activiteiten in een waas van mysterie gehouden en maakten de verenigingen er dan ook geen schriftelijk verslag van op. Bovendien was de inwijding niet in elke studentenorganisatie even belangrijk en hing veel af van de ‘exclusiviteit’ van de vereniging.
Niet iedereen kon zich vroeger laten dopen. Uiteraard moest men student zijn van de universiteit waar de vereniging zich voordeed, maar lange tijd mochten ook vrouwen geen deel uitmaken van studentenverenigingen en konden zij zich bijgevolg niet laten dopen. Afhankelijk van vereniging veranderde dit gaandeweg, maar tot op de dag van vandaag zijn er op sommige universiteiten wel zogenaamde ‘mannenclubs’, waar enkel mannen zich bij mogen laten dopen. Studentendopen namen daarnaast ook steeds meer een grensverleggend aspect aan, waarbij fysiek en mentaal zware beproevingen niet geschuwd werden door de organisatoren. Al vroeg werd de associatie met vernedering en geweld gelegd en op sommige universiteiten werd het zelfs door de academische overheden een tijd lang verboden. Zo werd in 2018 de studentenclub Reuzegom ontbonden nadat een aspirant-lid als gevolg van mishandeling tijdens de ontgroening overleed.
Het doopritueel is echter blijven bestaan en vindt plaats binnen bepaalde studentenverenigingen op de meeste hogescholen en universiteiten.

## Misstanden

### Vlaanderen
Om misstanden tegen te gaan,  bestaan er in verschillende studentensteden reglementen, de zogenaamde doopcharters of -decreten. Hierin zijn regels en basisafspraken opgevat die risico’s en ongevallen tijdens dopen moeten vermijden. Hoewel bij het SK Ghendt nooit problemen werden opgetekend, ondertekenden alle clubs van het SK Ghendt op 17 oktober 2005 een doopcontract, opgesteld in samenwerking met de UGent en het stadsbestuur van Gent. Dit onder het mom dat voorkomen beter is dan genezen. Dit contract bevat een aantal regels van het gezond verstand, zoals het verbod op het gebruik van irriterende en chemische producten. De ondertekening werd via vele mediakanalen bekendgemaakt en heeft zodoende het imago van de clubstudent een stuk positiever gemaakt. Een jaar later werd dit contract hernieuwd door de nieuwe presidia van de clubs. In het academiejaar 2007-2008 werd dit een uitgebreider doopcharter dat onder andere ook controles door een doopcomité en sancties bij overtredingen bevat.
Al snel volgden andere studentensteden in het opmaken van doopcharters. Hierdoor moet het dopen aan regels voldoen, zoals een verbod op: gebruik van bepaalde schadelijke stoffen, naakt dopen en het gebruik van slachtafval en rottende etenswaren. Alles wordt strikt gecontroleerd door het stadsbestuur. Sommige steden eisen een inkijk in het draaiboek of de route. De schacht krijgt aan het begin van de doop zijn rechten te horen en ondertekent deze.
Het niet naleven van de doopcharters kan leiden tot intrekking van de erkenning van een vereniging. Hier schuilt hem echter wel een gebrek van deze charters: het heeft geen vat op niet door de universiteiten erkende studentenverenigingen.
In het verleden zijn ook al enkele ongevallen gebeurd waarbij studenten naar het ziekenhuis moesten ten gevolge van een doop. In september 2003 liepen studenten in Antwerpen brandwonden op. Ze moesten in een vat met drek knielen, maar iemand bleek daar een bijtend bestanddeel aan toe te hebben gevoegd. Het bestuur was er niet van op de hoogte. Waarschijnlijk was dit het werk van een individu. In oktober 2004 liep de student Christophe D. derdegraads- en levensgevaarlijke brandwonden op nadat hij ontharingscrème op zijn penis had moeten smeren en gedwongen was dit twee uur te laten zitten. In 2011 belandden in Gent tien studenten in het ziekenhuis na het eten van een ‘Schachtenpap’.

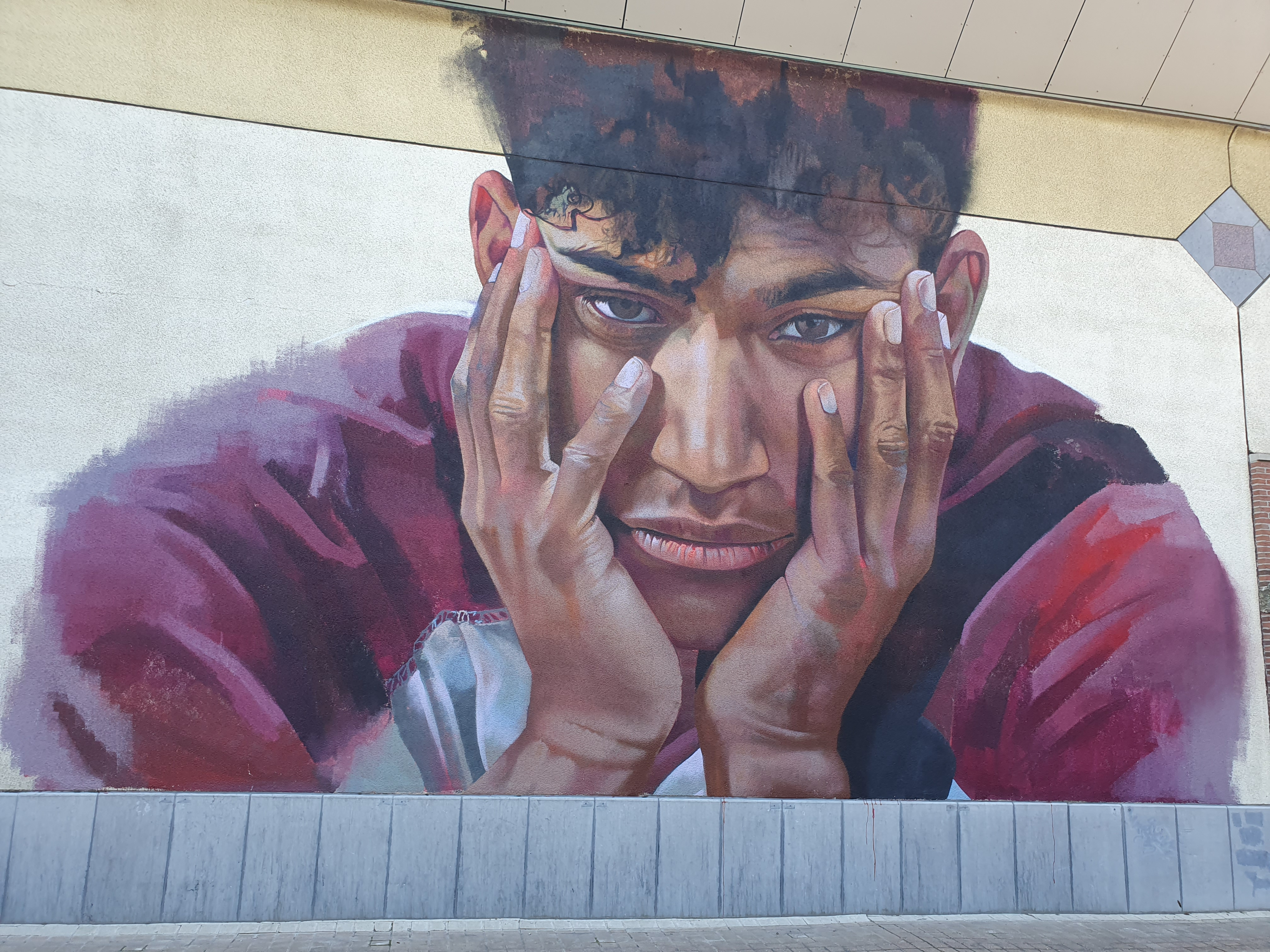
Muurschildering van Sanda Dia in Leuven (2023)

Op 5 december 2018 werd in Vorselaar de 20-jarige Sanda Dia uit Edegem na een studentendoop in kritieke toestand naar het ziekenhuis gebracht na het nuttigen van een grote hoeveelheid visolie, mogelijk door een zoutvergiftiging ten gevolge daarvan. Vanwege onderkoeling en de hoge zoutinname is hij daar twee dagen later om het leven gekomen. Twee andere aspirant-leden moesten eveneens naar het ziekenhuis maar overleefden het incident. De betreffende Leuvense studentenclub Reuzegom had het doopcharter niet ondertekend, waardoor het zich in tegenstelling tot de facultaire kringen niet aan de minimale spelregels van een doop hield.

### Nederland
Directe aanleiding voor de oprichting van het Leidsch Studenten Corps in 1839 was een schandaal (Kraakman-incident) in verband met een ontgroening. Tegenwoordig (eind 20e / begin 21e eeuw) is de kennismakingstijd aan allerlei regels verbonden die zowel door de universiteit zijn opgelegd als voortvloeien uit de maatschappij. Zo dienen de aspirant-leden elke nacht voldoende slaap te krijgen, en mogen zij géén alcohol drinken. Toch gaat het zowel binnen als buiten Nederland nog weleens mis met soms dodelijke gevolgen.
Ontgroeningen zijn daarom regelmatig negatief in het nieuws gekomen door misstanden. Bijvoorbeeld in het jaar 1962 te Amsterdam, waar 'Dachautje' wordt gespeeld. Van hogerhand werd een onderzoek gelast, maar dit leidde vooralsnog niet tot verandering. In 1965 raakte het Utrechtsch Studenten Corps in opspraak, toen tijdens de ontgroening in het adellijke dispuut Tres student jonkheer David Rutgers van Rozenburg door verstikking om het leven kwam (de zogenaamde roetkapaffaire). De verontwaardiging was groot toen er zeer lichte straffen werden uitgedeeld (een week voorwaardelijk), terwijl tegelijkertijd diverse provo's voor hun ludieke acties onvoorwaardelijke gevangenisstraffen kregen opgelegd.
Bij de RSV Sanctus Laurentius in Rotterdam waar in de jaren 70 excessieve ontgroeningspraktijken waren uitgebannen, herleefden in de jaren 80 bepaalde excessieve gedragingen. In 1988 werden de aspirant-leden gedwongen door gangen vol slachtafval te kruipen. Hierdoor liepen tientallen nuldejaars een bacteriële huidinfectie op. Het bestuur besloot daarop het slachtafval voortaan te vervangen door groenteafval.
De ontgroening bij het Groninger Studenten Corps kwam in 1997 in het nieuws toen de eerstejaars student Reinout Pfeiffer overleed nadat hij een grote hoeveelheid jenever had gedronken. Dit voorval had niet direct iets met de ontgroening bij Vindicat te maken, aangezien het plaatsvond in een studentenhuis, waar gekeken werd of hij een geschikte huisgenoot zou zijn, maar de relatie met de ontgroening werd wel gelegd. Bovendien was twee weken eerder tijdens een feestavond voor de eerstejaars van dezelfde vereniging een dronken, in het gras slapende eerstejaars door een lid met de auto per ongeluk overreden. Het was donker en hij had de jongen niet zien liggen in het gras. Deze incidenten waren voor alle Groningse studentenverenigingen aanleiding om de controle op de ontgroening te verscherpen, alcohol op ontgroeningen te verbieden, de eerstejaars ten minste 6 uur slaap per nacht te gunnen, en ze een medisch vragenformulier te laten invullen en ondertekenen. Deze aanscherping werd vervolgens overgenomen door de Landelijke Kamer van Verenigingen als stelregel voor alle daarbij aangesloten verenigingen.
In 2000 kwam de ontgroening van Rotterdamsch Studenten Corps negatief in het nieuws. Arthur, de neef van Youp van 't Hek, had na een dag al het militaire kamp op de Veluwe verlaten. Een andere student werd met zijn hoofd in een toilet gestopt, nadat hij al twaalf uur niets te drinken had gehad. Van 't Hek wijdde er liefst 3 columns in het NRC Handelsblad aan, en ook later heeft hij nog over misstanden bericht. Voor universiteiten zijn de misstanden enkele malen reden geweest om de banden met studentenverenigingen te verbreken. Ook later is de novitiaatsperiode van S.S.R.-Rotterdam in het nieuws geweest. Het meest recente voorbeeld hiervan is Wouter Engler, een toenmalige student journalistiek die undercover ging tijdens het novitiaat in 2005.
In 2002 werden de banden opgeschort met de Utrechtse vereniging Unitas en verbroken met Veritas, onder meer omdat aspirant-leden flauwvielen als gevolg van het introductieprogramma, geen vrije toegang tot de toiletten hadden en dat zij blootstonden aan ernstige verbale intimidatie. Wat bij deze beslissing meewoog, was dat de universiteit al drie achtereenvolgende jaren klachten had ontvangen over de gang van zaken bij Veritas.
In mei 2005 kwam de Groningse vereniging RKSV Albertus Magnus in opspraak, toen bij een commissieontgroening een jongen anderhalve dag in coma raakte. De vereniging had consequent een alcoholverbod uitgevaardigd, maar men realiseerde zich niet dat ook water in hoge doses giftig kan zijn. De jongen in kwestie was gedwongen minstens zes liter te drinken.
In 2007 publiceerde het NRC Handelsblad een open brief, waarin de schrijver berichtte over hoe de ontgroening dat jaar bij het Delftsch Studenten Corps was verlopen. Als gevolg hiervan beperkte de TU Delft de financiële ondersteuning van de vereniging.
In april 2010 kwam er in de media een bericht over een ontgroeningsincident van een 21-jarige student uit Groningen van studentenvereniging RKSV Albertus Magnus. Het slachtoffer droeg een Sinterklaaspak en vroeg een medestudent om hem in brand te steken. De mantel van het pak vatte meteen vlam, wanneer hij brandend het water inrende. Het dispuut van de studentenvereniging is geschorst door het bestuur en de dader heeft 50 uur werkstraf gekregen. De Rijksuniversiteit Groningen heeft een Adviescommissie Introductie gevraagd om het incident te laten onderzoeken.
In september 2016 kwam aan het licht dat een 18-jarig aspirant-lid van het Groninger Studenten Corps Vindicat atque Polit tijdens zijn ontgroeningsperiode in het ziekenhuis was beland, nadat een corpslid tijdens een ontgroeningsritueel op zijn hoofd was gaan staan. De man heeft hierbij een hersenoedeem opgelopen.

### Elders
Ook buiten Nederland en België vinden ontgroeningsincidenten plaats, soms met dodelijke afloop. Op 1 februari 2005, vond in de Verenigde Staten een incident plaats, waarbij Matt Carrington aan waterintoxicatie overleed. Op 3 februari 2017 viel een 19-jarige student, Tim Piazza, tijdens een ontgroening zwaar beschonken van een trap (een dag later bleek hij nog een alcoholpromillage van 4 te hebben) en liep hierop zwaar hoofdletsel op. De leden van de fraternity wachtten 12 uur met het zoeken van medische hulp, waardoor hij dodelijk hersenletsel opliep toen hij nogmaals ten val kwam toen hij gedesoriënteerd weg probeerde te lopen. In de tussentijd was hij bovendien geslagen door ouderejaars. Het leidde tot de grootste ontgroeningsgerelateerde strafzaken in de VS. Bekend is ook de ontgroening van het Russische leger (dedovsjtsjina) met jaarlijks tientallen tot honderden doden. In Indonesië vonden tussen 1993 en 2007 35 ontgroeningsincidenten met dodelijke afloop plaats.

## Andere bezwaren

### Negatief effect op de studie
De introductietijd, inclusief ontgroening, is een zeer intensief proces dat nog bovenop het feit komt dat gaan studeren en op kamers gaan wonen al een grote overgang is. Vaak kan men zich inschrijven op de open dagen tijdens de algehele introductieweek van de studentenstad, en vindt het ontgroeningskamp in de week erna plaats, vlak voor het begin van het academisch jaar. De inauguratie vindt dan meestal eind september of begin oktober plaats, waarna de jaarclubvorming begint die tot februari kan duren. Wanneer de vereniging een dispuutstructuur heeft zal de algemene introductietijd minder intensief zijn maar gevolgd worden door een periode van enkele maanden waarin de disputen nieuwe leden zoeken en ieder nieuw lid aansluiting zoekt bij een dispuut. Deze disputen hebben meestal een eigen ontgroening die enkele weken tot maanden aanhoudt. Dit betekent een overlap met het begin van het academisch jaar. Door de intensiteit van het programma schiet de studie er vaak bij in; studenten missen colleges of kunnen niet thuis studeren vanwege de verplichte aanwezigheid op de activiteiten, of hebben hier geen energie voor. Dit kan een negatieve invloed hebben op de studie. Studievertraging kan grote financiële consequenties hebben door het oplopen van de studieschuld, en soms leiden tot een negatief bindend studieadvies. Vaak wordt hier tegenin gebracht dat lidmaatschap van een vereniging ook studenten in een later stadium motiveert in hun studie en dat ouderejaars de eerstejaars kunnen steunen. Veel verenigingen hebben het effect van de ontgroening overigens wel onderkend en organiseren studiegroepen voor eerstejaars, geleid door ouderejaars met dezelfde studie. Ook komt het voor dat studenten pas in hun tweede jaar lid worden zodat ze beter voorbereid zijn en beter in hun studie zitten.

### Alcoholmisbruik
Los van eventuele excessen met alcohol, wordt vaak als bezwaar genoemd dat bij de ontgroening de ´drinkcultuur´ van de vereniging aan de studenten wordt bijgebracht, en daarmee wordt aangezet tot veel alcoholgebruik. Hoewel ontgroeningskampen ruwweg sinds 1997 bij vrijwel alle verenigingen alcoholvrij zijn voor de nuldejaars, is de rest van de ontgroening dat niet. Veel verenigingsliederen die geleerd en gezongen worden verheerlijken dronkenschap en drinken, er wordt aangeleerd dat vaak en veel drinken erbij hoort, er wordt soms op vreemde tijden gedronken (bijvoorbeeld 's ochtends), drinkspelletjes worden vaak gespeeld (cantus, zuipschaak, Stiefeldrinken). Daar zit ook een praktische reden aan: het grootste deel van de omzet komt bij de meeste verenigingen van de eerstejaars. Ook bij dispuutsontgroeningen en commissie-ontgroeningen wordt vaak zeer veel gedronken. Een deel van de studenten blijft hierdoor (te) veel en (te) vaak drinken, wat uiteindelijk kan leiden tot alcoholisme.

### Dierenmishandeling
Soms worden bij ontgroeningsrituelen kleinere dieren mishandeld of gedood. Men wordt bijvoorbeeld gedwongen levende meelwormen of goudvissen op te eten, moet het hoofd van een levende paling of muis afbijten, of de muizen worden verwerkt in de ´schachtenpap´. Ook worden wel eens dieren als biggetjes tussen de nieuwkomers losgalaten waarop ze volledig in paniek raken. Naast het feit dat deze rituelen extreem onsmakelijk en schadelijk voor de gezondheid zijn, geven ze niet blijk van diervriendelijkheid.

## Bestrijding van excessen
Ontgroeningsmisstanden kunnen op verschillende manieren aangepakt worden. De meest gebruikte wijze is preventief: het volgen van een draaiboek dat onder andere voldoende slaap aan de eerstejaars gunt. Bovendien voorkomt een vol programma dat ouderejaars zich op eigen houtje met de eerstejaars gaan 'amuseren'. Essentieel is ook een alcoholverbod voor zowel de eerstejaars als ouderejaars die belast zijn met verantwoordelijkheid voor de ontgroening of die moeten autorijden. Sommige verenigingen houden tweedejaarsstudenten van de ontgroening weg ter voorkoming dat zij hun frustraties van de eigen vers in het geheugen liggende ontgroening afreageren.
Studentenverenigingen kennen vaak een eigen strafsysteem en interne rechtspraak, en kunnen (lichtere) misstanden zelf afhandelen. De betrokkenen kunnen een boete opgelegd krijgen, geschorst of geroyeerd worden. Ook kan de erkenning van huizen, disputen en commissies ingetrokken worden. Op deze 'interne rechtspraak' bestaat overigens kritiek dat deze niet neutraal zou zijn en door de vereniging gebruikt zou worden om incidenten in de doofpot te stoppen. RKSV Albertus Magnus schorste bijvoorbeeld het dispuut Gaius in 2010 voor een jaar waarvan een half jaar voorwaardelijk na een ontgroeningsincident bij dit dispuut waarbij een aspirant-lid van dit dispuut brandwonden opliep. Soms vragen verenigingen ook na incidenten hun leden tegen buitenstaanders te zwijgen, wat soms averechts werkt omdat een deel van de leden zich zelf hier niet in kan vinden.
De universiteiten kunnen ook straffen uitdelen aan studentenverenigingen. Ze kunnen korten op financiële steun en bestuursbeurzen, of de erkenning van de vereniging (tijdelijk of permanent) intrekken. Dergelijke straffen zijn door Nederlandse hogescholen en universiteiten onder andere opgelegd aan de Utrechtse studentenverenigingen Veritas en Unitas,, en aan de Groningse studentenvereniging Vindicat. Aan intrekken van de erkenning kleeft overigens wel het risico dat de vereniging of het dispuut zonder erkenning verdergaat en de controle op de ontgroeningen wegvalt. Een voorbeeld hiervan was de Amerikaanse fraternity Delta Sigma Phi, die ontbonden werd door de universiteit maar ondergronds verderging onder de naam Chi Tau. De fraternity volgde geen ontgroeningsprotocollen meer, wat leidde tot gewelddadiger en gevaarlijker ontgroeningen, die uiteindelijk de student Matthew Carrington het leven kostten.
In uiterste gevallen kan Justitie een strafvervolging starten tegen de betrokkenen. Meestal betreft dit delicten als mishandeling of dood door schuld. In Californië is naar aanleiding van Matthew Carringtons dood een speciale wet tegen ontgroeningsexcessen in het leven geroepen: Matt's Law.

## In diverse media
- Het boek,  de film  en de musical Soldaat van Oranje  beginnen met de beschrijving van een ontgroening eind jaren dertig van de twintigste eeuw bij het Leidsch Studenten Corps Virtus Concordia Fides, het huidige LSV Minerva. De filmopnamen vonden overigens plaats in Delftsche Studenten Societeit Phoenix van het Delftsch Studenten Corps, omdat op 2 december 1959 de sociëteit van Minerva is afgebrand; hierna is een modernere sociëteit gebouwd die niet meer in het beeld van de film paste.
- BNN zond in november en december 2010 de televisieserie Feuten uit, over een groep eerstejaarsstudenten die lid wil worden van een studentenvereniging. Daarvoor moeten ze eerst ontgroend worden.
- In De Psycholoog, het vakblad van het Nederlands Instituut voor Psychologen, publiceerde de psycholoog Peter Prudon in december 2017 een psychologische analyse van de motieven en excessen bij ontgroening, en legt hij een verband met volwassenwording-initiatierituelen, zoals die bij bijvoorbeeld Papoeastammen voorkomen.[31]